# 坂口真紀
坂口 真紀（さかぐち まき、1982年10月29日 - ）は、日本の女優。福岡県出身、東京都在住。
高校を卒業後、2年ほど福岡のプロダクションに籍を置いて活動。その後上京し、舞台を中心に活動していた。2000年代にはジャスティスに所属していたが、同じ福岡県出身者の小浦一優（芋洗坂係長）が設立したえにしんぐエンターテイメントへ移籍した。

## 出演
特記のないデータは、すべて坂口のAmebaプロフィールページに記載されているデータからの参考。

### テレビ番組
- 夕方どんどん（RKB毎日放送）
- めんたいワイド（福岡放送）
- 徳光＆安住の感動再会“逢いたい！”スペシャル 第4弾（2003年、TBS）

### 舞台
- 円谷プロダクション公演「銀色の少年」（2004年、東京芸術劇場）
- 東京アンテナコンテナ公演「上海 J'TRIANGLE」（2004年、築地本願寺）
- 東京アンテナコンテナ公演「いつの踊り子〜もう一度、会いたいだった〜」（2005年、三軒茶屋スタジオ・スパーク1）
- 東京アンテナコンテナ公演「下駄とチャペルとフォークギター」（2005年、下北沢「劇」小劇場）
- JOE Company 公演「ハオト-羽音-」（2005年、下北沢本多劇場）
- 東京アンテナコンテナ公演「三途の川でバタフライ」（2005年、下北沢「劇」小劇場）
- 東京アンテナコンテナ公演「夕陽通りにいつもの声が」（2006年、東京芸術劇場）
- JOE Company 公演「ほろほろ」（2006年、下北沢本多劇場）
- 劇団未成年公演「霊安室…二十年目の再開」（2007年、アドリブ小劇場）
- 東京アンテナコンテナ公演「雨に笑えば〜Smilin' in the Rain」（2007年、東京芸術劇場）
- 東京アンテナコンテナ mix ミルク・ブラザーズ公演「CHANBARA FEVER〜八戸より愛を込めて〜」（2007年・2008年、池袋シアターグリーン） - すもも 役
- 劇団未成年公演「EXIT〜避難所あり〜」（2008年、アドリブ小劇場）
- 明治座公演「1. 仙台四郎物語〜福の神になった男 / 2. ものまねエンターテインメント2009 コロッケオンステージ」（2009年、明治座）

### Vシネマ
- 幽霊より怖い話 VOL.3（2005年、カルチュア・パブリッシャーズ） - 第2話 経理女 役
- 芋洗坂係長のキレキレ係長（2013年、ザ・ワークス） - 西川 役
- ボルトマン 俺の汗で世界を救う！（2014年、インディーズ・メーカー）[4]

### テレビドラマ
- 水曜ミステリー9「不倫調査員・片山由美 9」（2007年、テレビ東京） - 山崎奈津子 役
- 土曜ワイド劇場「再捜査刑事・片岡悠介 2」（2011年、テレビ朝日） - 末次茜 役
- 土曜ワイド劇場「はみだし弁護士・巽志郎 12」（2012年、朝日放送） - 婦警 役

### 映画
- フライング☆ラビッツ（2008年） - 寮母 役
- 感染列島（2009年） - 看護婦 役

### CM
- 爽健美茶「ママの愛をそそごう」篇（2012年、日本コカ・コーラ）